# Ukraine c. Fédération de Russie (2022)
Pour les articles homonymes, voir Ukraine c. Fédération de Russie.
L'affaire Ukraine c. Fédération de Russie, également appelée Allégations de génocide au regard de la convention pour la prévention et la répression du crime de génocide, est une affaire pendante devant la Cour internationale de justice (CIJ), le principal organe judiciaire des Nations unies. Elle a été soumise par l'Ukraine le 26 février 2022 contre la Russie à la suite de l'invasion à grande échelle de la première par la seconde en 2022. La Russie a cherché à justifier cette agression en partie par des allégations selon lesquelles l'Ukraine se serait livrée à des actes de génocide dans les oblasts de Lougansk et de Donetsk. L'Ukraine a déclaré que ces demandes avaient donné lieu à un différend au titre de la Convention de 1948 pour la prévention et la répression du crime de génocide et a fondé sa demande sur la compétence de la CIJ pour résoudre les différends impliquant la Convention,. Le 16 mars 2022, la Cour a ordonné à la Russie de « suspendre immédiatement les opérations militaires » en Ukraine, en attendant sa décision sur le fond sur l'affaire.

## Requête
La requête introductive d'instance déposée par l'Ukraine visait à « établir que la Russie n'a aucune base légale pour prendre des mesures en Ukraine et contre l'Ukraine dans le but de prévenir et de punir tout prétendu génocide ». Son principal argument était que « la Fédération de Russie a faussement prétendu que des actes de génocide avaient eu lieu dans les oblasts de Louhansk et de Donetsk en Ukraine, et sur cette base a reconnu les soi-disant " République populaire de Donetsk " et " République populaire de Louhansk ", puis a déclaré et mis en œuvre une " opération militaire spéciale " contre l'Ukraine ». L'Ukraine a cherché à établir que ces actes de la Russie ne trouvaient aucun fondement dans la convention sur le génocide et a demandé une réparation intégrale pour ces actes illicites.
L'Ukraine a également accusé la Russie de planifier des « actes de génocide en Ukraine » et a affirmé que les  forces armées russes « tuent intentionnellement et infligent des blessures graves à des membres de nationalité ukrainienne — l'actus reus du génocide en vertu de l'article II de la convention sur le génocide ».

## Indication de mesures conservatoires

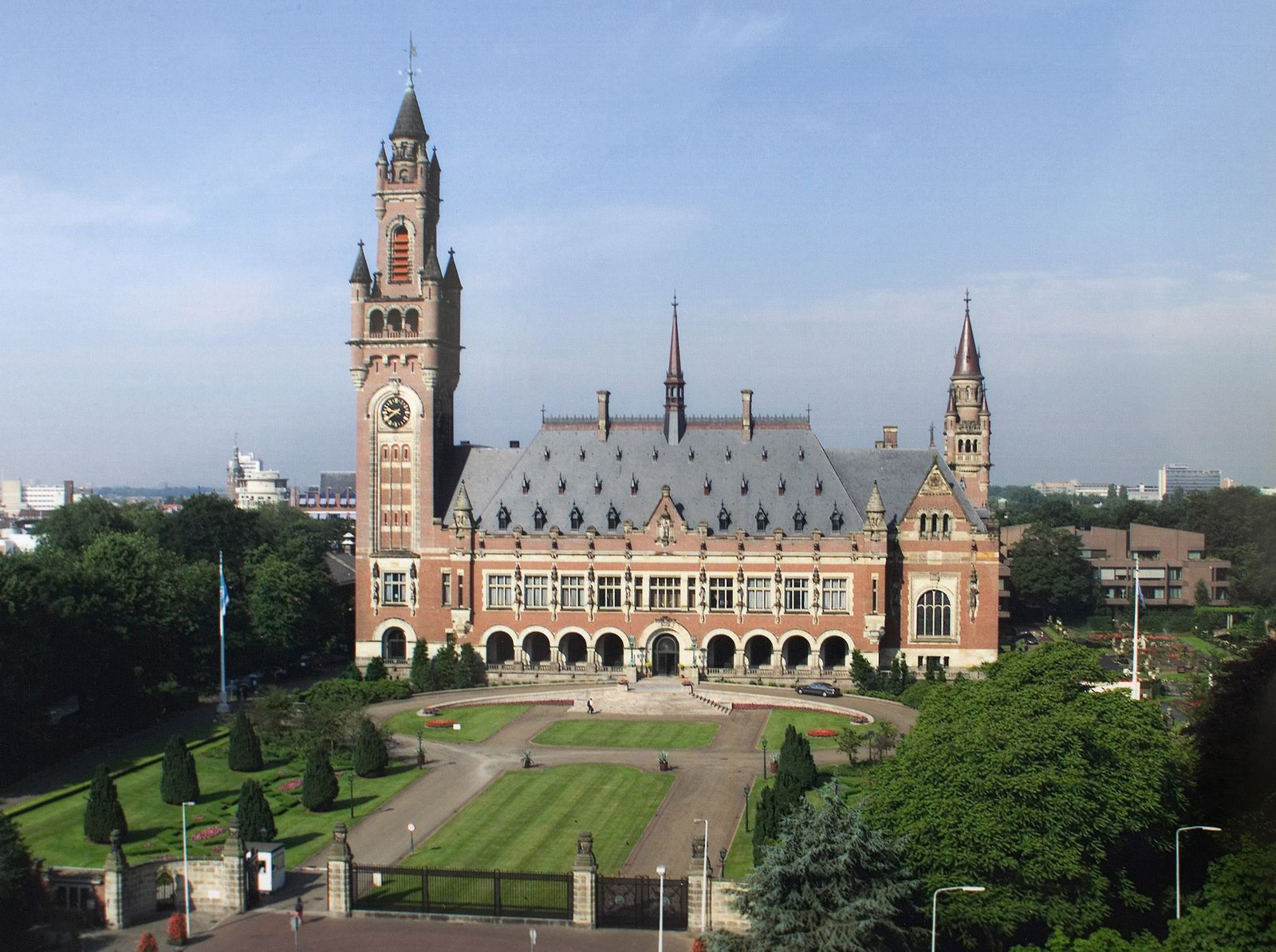
La Palais de la Paix, à La Haye, aux Pays-Bas, siège de la Cour internationale de justice

Les premières audiences de l'affaire ont eu lieu le 7 mars 2022 au Palais de la Paix à La Haye, aux Pays- Bas — le siège de la Cour — pour déterminer les droits de l'Ukraine à ordonner des mesures provisoires. La Russie n'a pas comparu, mais a soumis des observations écrites.
Le 16 mars 2022, la Cour a statué par 13 contre 2 que la Russie devait « suspendre immédiatement les opérations militaires » qu'elle avait commencées le 24 février 2022 en Ukraine. Le vice-président Kirill Gevorgian, de Russie, et la juge Xue Hanqin, de Chine, ont voté contre. La juridiction a également appelé, à l'unanimité, « [l]es parties [à] s'abstenir de toute action susceptible d'aggraver ou d'étendre le différend devant la Cour ou de le rendre plus difficile à résoudre ».
En plus d'un bref résumé de sa décision, la CIJ a rendu une ordonnance de 20 pages expliquant son raisonnement. Six juges ont déposé des déclarations séparées expliquant leur point de vue individuel sur l'affaire, dont le vice-président Gevorgian et la juge Xue,,,,,.
Bien que les décisions de la Cour soient contraignantes pour les États membres, la Cour n'a aucun moyen d'exécuter directement ses ordonnances. Dans de rares cas, les pays ont ignoré les décisions dans le passé.

### Raisonnement de la Cour
La Cour a d'abord déterminé qu'elle était compétente prima facie (à première vue) pour ordonner une mesure provisoire « en vertu de l'article IX de la Convention sur le génocide », qui habilite la CIJ à résoudre les différends relatifs à l'interprétation, à l'application ou à l'exécution de la Convention. À ce stade de la procédure, il s'agit seulement pour la Cour d'ordonner des en urgence des mesures provisoire le temps pour elle de réaliser un examen plus approfondi du fond de l'affaire, sans présager de sa décision finale.
La Cour a expliqué que l'article IX s'appliquait parce que la Russie et l'Ukraine ont un différend sur la question de savoir si un génocide a lieu à Donetsk et Louhansk.
La Cour a ensuite estimé que l'Ukraine avait « un droit plausible de ne pas être soumise à des opérations militaires de la Fédération de Russie dans le but de prévenir et de punir un prétendu génocide » sur son territoire. Cette conclusion s'explique notamment par le fait que la Cour ne disposait d'aucune preuve étayant les allégations de génocide de la Russie. La Cour a également jugé « douteux » que la Convention, à la lumière de son objet et de son but, autorise une partie contractante à recourir unilatéralement à la force sur le territoire d'un autre État dans le but de prévenir ou de punir un génocide présumé.
La Cour a ensuite déterminé qu'il existait un lien plausible entre les droits revendiqués par l'Ukraine en vertu de la Convention sur le génocide et la principale mesure provisoire qu'elle demandait — la suspension des opérations militaires de la Russie — bien qu'elle ait estimé qu'un tel lien faisait défaut pour deux autres des mesures demandées par l'Ukraine. Les deux droits revendiqués par l'Ukraine étaient le droit « de ne pas faire l'objet d'une fausse allégation de génocide » et le droit « de ne pas être soumis aux opérations militaires d'un autre État sur son territoire sur la base [d'un abus] de la Convention sur le génocide ».
Enfin, la cour a jugé qu'il existe un risque réel et imminent qu'un préjudice irréparable soit causé aux droits de l'Ukraine et que la situation en Ukraine était suffisamment urgente pour justifier une mesure provisoire. Sur cette question, la Cour a estimé que « la population civile affectée par le conflit actuel est extrêmement vulnérable. L'« opération militaire spéciale » menée par la Fédération de Russie a fait de nombreux morts et blessés parmi les civils. Elle a également causé d'importants dégâts matériels, notamment la destruction de bâtiments et d'infrastructures. Les attaques se poursuivent et créent des conditions de vie de plus en plus difficiles pour la population civile. De nombreuses personnes n'ont pas accès aux denrées alimentaires les plus élémentaires, à l'eau potable, à l'électricité, aux médicaments essentiels ou au chauffage. Un très grand nombre de personnes tentent de fuir les villes les plus touchées dans des conditions d'extrême insécurité. ».

### Opinions séparées
Le vice-président Gevorgian et la juge Xue n'étaient pas d'accord sur le fait que la CIJ était compétente, écrivant que l'Ukraine cherchait réellement à se prononcer sur la légalité de l'invasion russe et que cela ne soulevait pas de véritable différend en vertu de la convention sur le génocide,. Le juge Mohamed Bennouna a également exprimé des doutes quant à l'applicabilité de la Convention sur le génocide, mais a déclaré : « J'ai voté en faveur de l'ordonnance indiquant des mesures conservatoires dans cette affaire parce que je me suis senti obligé par cette situation tragique, dans laquelle de terribles souffrances sont infligées au peuple ukrainien, de me joindre à l'appel de la CIJ pour mettre fin à la guerre ».
Le juge ad hoc Yves Daudet a écrit séparément pour critiquer la CIJ d'avoir ordonné à la fois à l'Ukraine et à la Russie « de s'abstenir de tout acte susceptible d'aggraver ou d'étendre le différend », arguant que « cette mesure de non-aggravation du différend aurait dû viser uniquement la Fédération de Russie, qui, je le rappelle, a été désignée par l'Assemblée générale des Nations unies comme l'auteur de l'agression contre l'Ukraine ». Les opinions individuelles des deux juges restants ont fourni des motifs supplémentaires à l'appui de l'ordonnance de la juridiction.

### Réactions à la décision
Peu de temps après la publication de la décision, le président ukrainien Volodymyr Zelensky a salué la décision comme une victoire complète pour son pays, affirmant qu'ignorer l'ordonnance isolerait davantage la Russie. Le Secrétaire général de l'ONU, António Guterres, a déclaré que cette décision renforçait ses appels répétés à la paix.
Le lendemain, les ministres des Affaires étrangères du Groupe des sept ont publié une déclaration conjointe accusant la Russie de mener une « guerre non provoquée et honteuse » et appelant le pays à se conformer à la décision du tribunal. L'attaché de presse présidentiel russe, Dmitri Peskov, a rejeté la décision, affirmant que la Russie ne pouvait pas « tenir compte de cette décision » et que, sans le consentement des deux parties, la décision n'était pas valide.
À la suite d'un sommet extraordinaire à Bruxelles, les dirigeants de l'OTAN ont publié une déclaration commune condamnant les attaques russes contre des civils et appelant la Russie à suspendre immédiatement les opérations militaires, comme l'a ordonné la Cour. 

## Interventions
Par une ordonnance rendue le 5 juin 2023, la Cour a autorisé 32 États (dont tous les États membres de l'Union européenne à l'exception de la Hongrie) à participer à la procédure en tant que parties intervenantes, conformément au paragraphe 2 de l'article 63 du Statut de la Cour qui permet aux États parties à un traité dont l'interprétation est l'objet du litige de participer au procès.
La Cour estime que les déclarations d'intervention satisfont aux formalités exigées par son Règlement. La Russie avait formulé plusieurs objections alléguant des intentions sous-tendant les déclarations, d'une atteinte à l'égalité des parties, d'un abus de procédure visant à lui « nuire », qu'elles n'auraient pas été déposées au bon moment de la procédure, qu'elles présupposent de la recevabilité de l'affaire, qu'elles ne pouvaient pas porter sur l'interprétation de la clause de la Convention établissant la compétence de la Cour, et qu'elles ne concernent pas l'interprétation de la Convention. Elle prétendait également que les Pays-Bas et le Canada ne pouvait pas présenter d'observations conjointes, et que les États-Unis ne pouvaient pas intervenir car ils avaient posé une réserve à la clause de la Convention établissant le compétence de la Cour.
La Cour juge toutes les déclarations d'intervention recevables, à l'exception de celle des États-Unis qui n'est recevable que dans la mesure où l'intervention ne concerne pas les exceptions préliminaires.
Les États intervenants sont les suivants :
- Allemagne
- Australie
- Autriche
- Belgique
- Bulgarie
- Canada et  Pays-Bas (conjointement)
- Chypre
- Croatie
- Danemark
- Espagne
- Estonie
- Finlande
- France
- Grèce
- Irlande
- Italie
- Lettonie
- Liechtenstein
- Lituanie
- Luxembourg
- Malte
- Norvège
- Nouvelle-Zélande
- Pologne
- Portugal
- Roumanie
- Royaume-Uni,
- Slovaquie
- Slovénie
- Suède
- République tchèque

## Décision sur les exceptions préliminaires

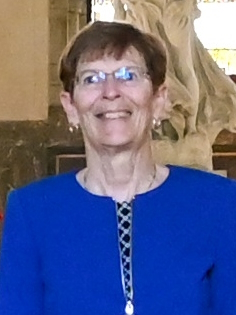
Joan E. Donaghue, alors présidente de la Cour internationale de justice, a donné lecture de l'arrêt sur les exceptions préliminaires, le 2 février 2024

Par un arrêt rendu le 2 février 2024, la Cour a jugé la requête de l'Ukraine partiellement recevable. Elle rejette toutes les exceptions préliminaires soulevées par la Russie, à l'exception de celle concernant la compétence de la Cour sur certaines demandes de l'Ukraine,.
La Cour procède en effet à un examen bien plus poussé de sa compétence qu'au stade des mesures conservatoires. Il existe trois hypothèses de compétence contentieuse de la Cour internationale de justice : lorsque les parties aux différends sont elles-même parties au Statut de la Cour et ont fait une déclaration acceptant sa compétence (compétence obligatoire), lorsque les parties sont convenues de saisir la Cour selon des modalités qu'ils fixent entre eux (compétence facultative) ou lorsqu'un traité international renvoi expressément à la Cour le soin de trancher les différends qui pourrait naître de son interprétation ou application (clause compromissoire). Ni l'Ukraine ni la Russie n'ayant accepté la compétence obligatoire de la Cour et en l'absence d'accord entre les deux, l'Ukraine a saisit la Cour sur le fondement de l'article IX de la Convention pour la prévention et la répression du crime de génocide, traité auquel la Russie et l'Ukraine sont toutes deux parties. Celui-ci est ainsi libellé :

« Les différends entre les Parties contractantes relatifs à l'interprétation, l'application ou l'exécution de la présente Convention, y compris ceux relatifs à la responsabilité d'un Etat en matière de génocide ou de l'un quelconque des autres actes énumérés à l'article III, seront soumis à la Cour internationale de Justice, à la requête d'une partie au différend. »

— Nations Unies, Recueil des traités, « Chapitre IV : Droits de l'Homme », « 1. Convention pour la prévention et la répression du crime de génocide. Paris, 9 décembre 1948 », vol 78, p. 277
La Cour reconnait, par 15 voix contre 1, sa compétente pour se prononcer sur le respect par l'Ukraine de ses obligations en vertu de la Convention. L'Ukraine souhaite ainsi voir la Cour confirmer qu'il n'existe aucun élément laissant à penser qu'elle aurait commis ou tenter de commettre un prétendu génocide à l'encontre des russophones d'Ukraine – contrairement à ce que soutient la Russie. La Cour déclare recevable ce chef de conclusions par 13 voix contre 3. L'examen de l'affaire se poursuit donc au fond sur ce point.
En revanche, la Cour se déclare incompétente, par 12 voix contre 4, en ce qui concerne la demande de l'Ukraine de dire que l'invasion à grande échelle de ce pays par la Russie viole la Convention sur le génocide. La Cour estime en effet que l'invocation abusive ou de mauvaise foi de la Convention n'équivaut pas, par elle-même, à une violation des obligations que ladite Convention contient – prévenir le génocide et punir ses auteurs – mais davantage à une méconnaissance d'autres règles du droit international public général (telles que celles régissant le recours à la force ou le respect de l'intégrité territoriale des États) qui ne se trouvent pas dans la Convention dont l'interprétation, l'application ou l'exécution est en cause.
De même, la Cour se déclare incompétente, par 12 voix contre 4, en ce qui concerne le demande de l'Ukraine de dire que la reconnaissance par la Russie des autorités de fait se disant « République populaire de Donetsk » et « République populaire de Louhansk » viole la Convention sur le génocide, en suivant ce raisonnement. Ainsi, la Cour explique:

« Ce qui importe aux fins d’établir la compétence ratione materiae de la Cour lorsqu’elle est saisie d’une requête alléguant la violation par le défendeur d’une
obligation découlant d’un traité, c’est de savoir si l’État défendeur peut avoir
méconnu une obligation spécifique s’imposant à lui et si la violation alléguée
entre dans le champ de la compétence de la Cour. En l’espèce, quand bien
même la Fédération de Russie aurait été de mauvaise foi en alléguant un
génocide que l’Ukraine n’a pas commis et en prenant certaines mesures
contre l’Ukraine sur la base d’un tel prétexte – ce que la défenderesse
conteste – cela ne constituerait pas en soi la violation d’obligations au titre
des articles premier et IV de la convention. »

— Allégations de génocide au titre de la conventio pour la prévention et la répression du crime de génocide (Ukraine c. Fédération de Russie ; 32 États intervenants), exceptions préliminaires, arrêt, C.I.J. Recueil 2024, p. 360

## Voir également